# Disszipatív erő
A konzervatív erőknek különleges szerepük van a fizikában, mert csak ilyen erők által végzett munka független az úttól, továbbá a mechanikai energia is csak konzervatív erők esetén állandó. A természetben azonban találkozunk olyan erőkkel is, amelyek nem konzervatívak. Pl.: súrlódási erő, az időtől vagy a tömegpont sebességétől függő erő. A nem konzervatív erőket disszipatív erőknek nevezzük. Az ilyen erők esetén már nem állandó a mechanikai energia, mert a disszipatív erőkkel kapcsolatos folyamatokban más energiafajták (pl. hő) is szerepelnek.
Vegyük azt az esetet, amikor a tömegpontra az F konzervatív erőn kívül például súrlódási erő is hat. Utóbbit jelöljük {\displaystyle F_{d}}-vel.
A mozgásegyenlet:
{\displaystyle m{\ddot {r}}=F+F_{d}}
Szorozzuk meg az egyenletet  {\displaystyle {\dot {r}}}-tal, és integráljuk mindkét oldalt az idő szerint a {\displaystyle t_{1}} és {\displaystyle t_{2}} időpontok között:
{\displaystyle \int _{t_{1}}^{t_{2}}m\mathbf {\ddot {r}} \mathbf {\dot {r}} dt=\int _{t_{1}}^{t_{2}}\mathbf {F} \mathbf {\dot {r}} dt+\int _{t_{1}}^{t_{2}}\mathbf {F_{d}} \mathbf {\dot {r}} dt}
Vegyük figyelembe, hogy
{\displaystyle m\mathbf {\ddot {r}} \mathbf {\dot {r}} ={\frac {d}{dt}}\left({\frac {1}{2}}m\mathbf {\dot {r}} ^{2}\right)}
{\displaystyle \mathbf {F{\dot {r}}} =-gradV\mathbf {\dot {r}} =-{\frac {dV}{dt}}}
Majd ezeket visszahelyettesítve
{\displaystyle E_{k}(t_{2})+E_{p}(t_{2})=E_{k}(t_{1})+E_{p}(t_{1})+\int _{r_{1}}^{r_{2}}\mathbf {F} _{d}d\mathbf {r} }
A mechanikai energia tehát nem állandó, annak változása a disszipatív erő munkájával egyenlő. Súrlódási erő esetén {\displaystyle \mathbf {F} _{d}} a mozgásiránnyal ellentétes, ezért az {\displaystyle \mathbf {F} _{d}d\mathbf {r} } skaláris szorzat negatív. Az erő munkája hővé alakul, és a keletkezett hőt fedezi a mechanikai energia csökkenése.
A tapasztalat igen széles körben igazolja az energia megmaradásának általános tételét, amely a folyamatokban fellépő valamennyi energiafajta figyelembevételével érvényes. A mechanikai energia megmaradása ennek speciális esete, amely csak konzervatív erőterekben igaz.